# Khawal

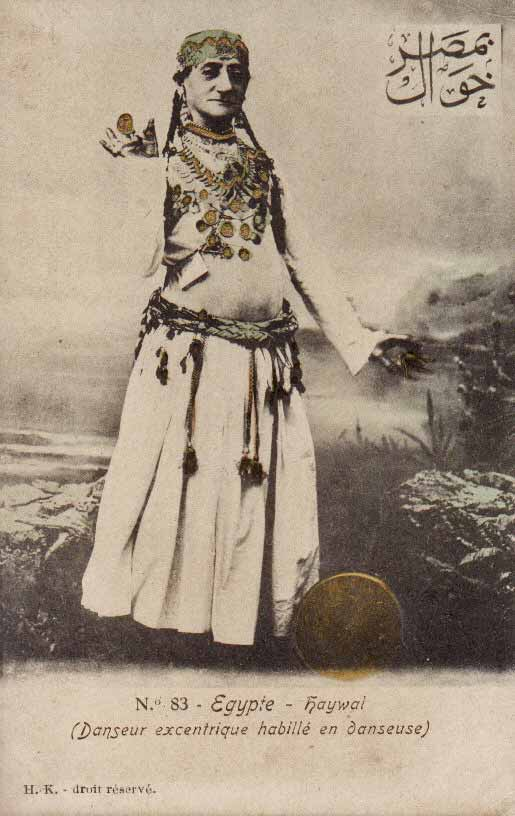
Carte postale illustrant un khawal, avant 1907.

Les khawal (en arabe : خول ; pluriel de khawalat) sont des danseurs traditionnels égyptiens natifs travestis, populaires jusqu'à tard dans les années 1800 et début 1900.

## Nom
Dans le plus vieux dictionnaire arabe Kitab al-'Ayn, la définition de khawal était « servants » ou « esclaves ». Les Al-khawal ont été acquis par des moyens inconnus, peut-être achetés comme butin de guerre. Cependant, ils étaient différents des esclaves classiques parce que le terme n'impliquait pas nécessairement la propriété.

## Histoire

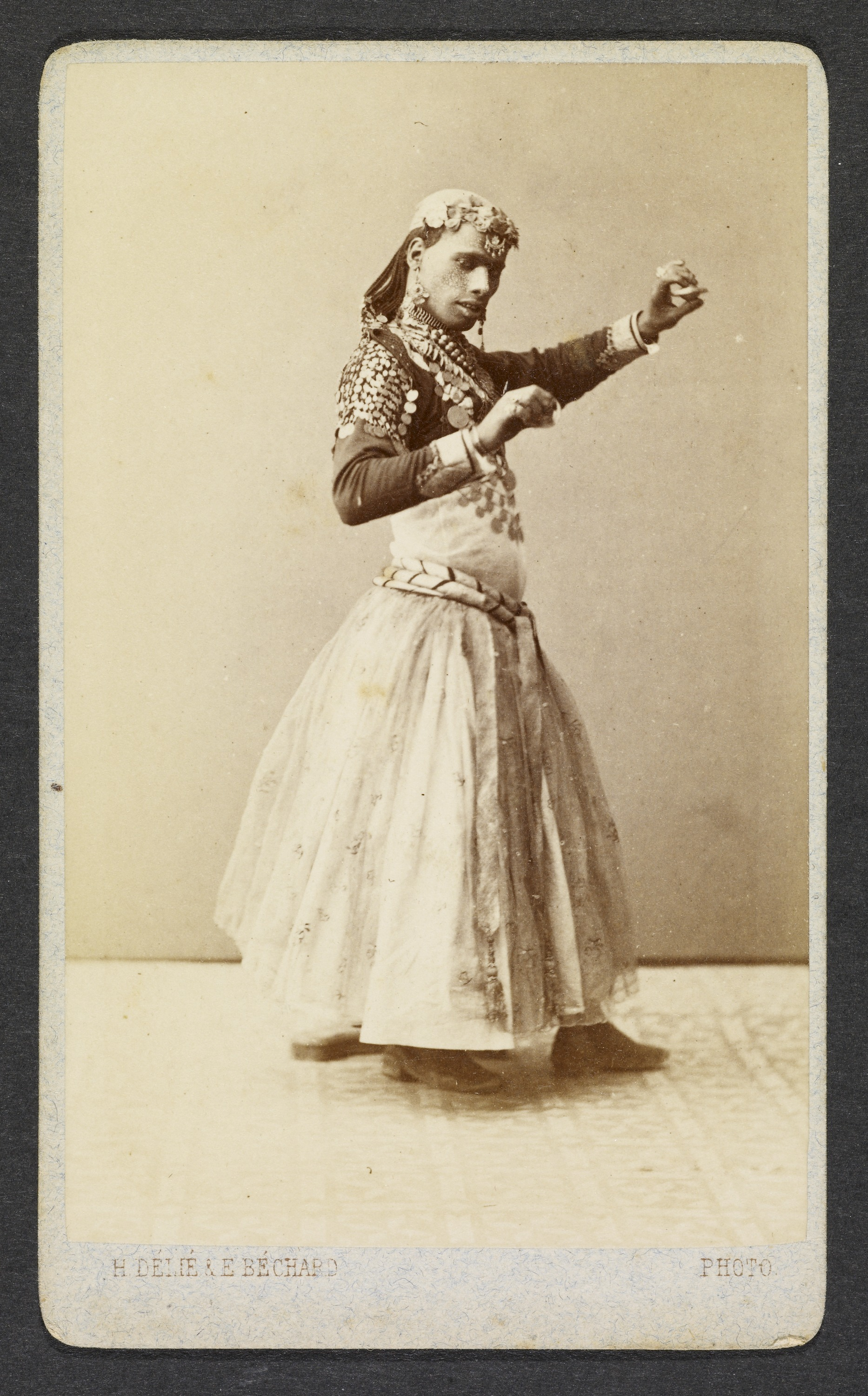
Danseur dans un costume féminin

En réponse à l'interdiction pour les femmes de danser en public, les hommes travestis prenaient leur place. Les khawal étaient des danseurs travestis efféminés en Égypte qui imitait la femme ghawazi en dansant avec son propre accompagnement de castagnettes, ses mains peintes au henné, ses longs cheveux tressés, ses poils du visage épilés, son maquillage et son adoption des manières des femmes.
« Comme ils imitent femmes, leurs danses sont exactement les mêmes que celles des [danseuses] Ghawazee... Leur apparence générale est plus féminine que masculine : ils laissent pousser leurs cheveux, et se font généralement des tresses à la manière des femmes... Ils imitent aussi les femmes en appliquant du khôl et du henné sur leurs yeux et leurs mains comme les femmes. Dans les rues, lorsqu'ils ne dansent pas, ils se voilent souvent leur visage ; non par honte, mais simplement pour avoir les manières des femmes »
Ils se distingueraient des femmes en portant un costume qui est en partie homme et en partie femme. Les khawal effectuent plusieurs fonctions dans les mariages, les anniversaires, les circoncisions, et les festivals. Ils jouaient également pour les visiteurs étrangers au XIXe siècle, causant parfois de la confusion parmi les spectateurs. Les khawal étaient perçus comme sexuellement disponibles ; leur audience masculine trouvait leur ambiguïté séduisante.
Dans l’égyptien moderne, le terme se réfère à la position sexuelle passive des hommes homosexuels.